# Paulo César Tinga
Paulo César Tinga (n. 13 ianuarie 1978) este un fost fotbalist brazilian.

## Statistici
| Brazilia | Brazilia | Brazilia |
| An       | Meciuri  | Goluri   |
| -------- | -------- | -------- |
| 2001     | 2        | 0        |
| 2002     | 0        | 0        |
| 2003     | 0        | 0        |
| 2004     | 0        | 0        |
| 2005     | 0        | 0        |
| 2006     | 1        | 0        |
| 2007     | 1        | 0        |
| Total    | 4        | 0        |